# Crypsis
Crypsis  és un gènere de plantes de la subfamília de les cloridòidies, família de les poàcies. És originari de la regió del Mediterrani fins al nord de la Xina.

## Descripció
Són plantes anuals. Té la inflorescència en panícula densa, capituliforme, o espiciforme, freqüentment coberta a la base per la beina d'un o més fulles superiors. Espiguetes molt comprimides lateralment, amb 1 sola flor hermafrodita, articulada per damunt o per sota de les glumes. glumes subiguals, més curtes que la flor, innervada. Lema membranosa, innervada, mútica. Pàlea amb 1-2 nervis poc visibles, arrodonida o amb 1 quilla. Lodícules generalment absents. Androceu amb 2 o 3 estams. Cariopsi obovoide o oblongoide, amb embrió gairebé de la seva mateixa longitud; pericarp no soldat a la llavor. Fil arrodonit.

## Taxonomia
El gènere va ser descrit per William Aiton i publicat a Hortus Kewensis; or, a catalogue... 1: 48. 1789. L'espècie tipus és: Crypsis aculeata
Etimologia
El nom del gènere deriva del grec kryptos = (ocult, encobert), referint-se a la part d'inflorescència oculta.
Citologia
El nombre cromosòmic bàsic del gènere és x = 8 i 9, amb nombres cromosòmics somàtics de 2n = 16, 18, 32, 36 i 54, ja que hi ha espècies diploides i una sèrie poliploide. Cromosomes relativament "petits".
- Crypsis aculeata (Linneé) Aiton
- Crypsis acuminata Trin.
- Crypsis alopecuroides (Piller i Mitterp.) Schrad.
- Crypsis ambigua (Boiss.) J.W.Lorch
- Crypsis factorovskyi Eig
- Crypsis hadjikyriakou Raus i H.Scholz
- Crypsis minuartioides (Bornm.) Mez
- Crypsis schoenoides (L.) Lam.
- Crypsis turkestanica Eig
- Crypsis vaginiflora (Forssk.) Opiz